# 埃尔旺
埃尔旺（法語：Elven，法語發音：[ɛlvɛ̃]）是法国莫尔比昂省的一个市镇，位于该省中部偏东南，属于瓦讷区。

## 地理
埃尔旺（47°43'53"N, 2°35'26"W）面积64.05 平方千米，位于法国布列塔尼大區莫尔比昂省，该省份为法国西北部沿海省份，位于布列塔尼半岛南部，北起阿摩尔滨海省、西接菲尼斯泰尔省，南濒大西洋，东南接大西洋卢瓦尔省，东临伊勒-维莱讷省。
与埃尔旺接壤的市镇（或旧市镇、城区）包括：特雷迪永、勒库尔、拉雷、拉弗赖克鲁瓦、叙尔尼亚克、特雷夫莱昂、圣诺尔夫、蒙泰尔布朗、普洛德朗。

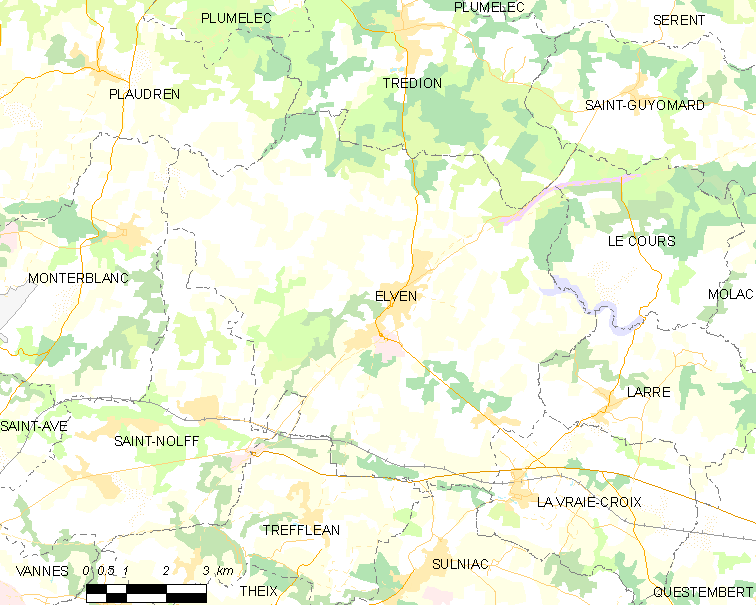
埃尔旺的OSM定位图

埃尔旺的时区为UTC+01:00、UTC+02:00（夏令时）。

## 行政
埃尔旺的邮政编码为56250，INSEE市镇编码为56053。

## 政治
埃尔旺所属的省级选区为凯斯唐贝尔县。

## 人口

1962-2008年间埃尔旺人口变化图示

埃尔旺于2022年1月1日时的人口数量为6543人。